# Karamoko Dembélé
Karamoko Kader Dembélé (ur. 22 lutego 2003 w Lambeth) – angielsko-szkocki piłkarz pochodzenia iworyjskiego, występujący na pozycji ofensywnego pomocnika lub skrzydłowego w angielskim klubie QPR, do którego jest wypożyczony z francuskiego Stade Brestois 29. Młodzieżowy reprezentant Anglii oraz Szkocji.

## Życie prywatne
Jego starszy brat Siriki oraz młodszy Hassan są również piłkarzami. Siriki najbardziej znany jest z występów w Peterborough United.